# Cristian Grețcu
Cristian Constantin Grețcu (n. 28 aprilie 1960, Piatra Neamț) este un umorist român, fost membru al grupului Divertis, actual membru al grupului Distractis. 
Din 2015, este absolvent al școlii de somelieri Sergiu Nedelea și degustător inițiat A.D.A.R., iar din martie 2018 realizează emisiunea „Vin ...La vorbă” pe platforma Agrointeligența, secțiunea Supervinuri.ro.